# Sergio Velasco
Sergio del Carmen Velasco Beiza, manchmal auch Velazco, (* 20. Mai 1943 in Papudo) ist ein ehemaliger chilenischer Fußballspieler auf der Position eines Abwehrspielers.

## Karriere
Velasco begann seine Karriere als Jugendspieler bei seinem Heimatverein Miraflores, ehe er Probetrainings bei Unión La Calera und San Luis absolvierte. Nach dem Probetraining unter Anwesenheit des Trainers René Quitral unterschrieb er bei San Luis und gab sein Profidebüt in einem Spiel der chilenischen Primera División gegen Everton im Jahr 1962. In der ersten Liga spielte er vier Saisons bei San Luis bis 1965. Anschließend verbrachte er sechs Saisons bei den Rangers und je eine Saison bei Antofagasta Portuario (1972) und Deportes La Serena (1976). Bei den Rangers war er Teil der historischen Mannschaft, die den Vizemeistertitel 1969 holte, der zur einzigen Teilnahme des Klubs an der Copa Libertadores 1970 führte.
In den 1970er Jahren spielte Velasco im bolivianischen Fußball. 1973 spielte er sechs Monate lang für den Verein Fígaro aus La Paz, bevor er zu San José wechselte. Nach einem kurzen Aufenthalt bei Deportes La Serena im Jahr 1976 kehrte er nach Bolivien zurück und spielte für The Strongest, Jorge Wilstermann und ENAF aus Oruro. Zurück in Chile war sein letzter Verein Trasandino in der Saison 1978.

## Sonstiges
Seinen Spitznamen Mono erhielt Velasco von seinem Teamkollegen Iván Azócar bei den Rangers de Talca.